# 丹波竜

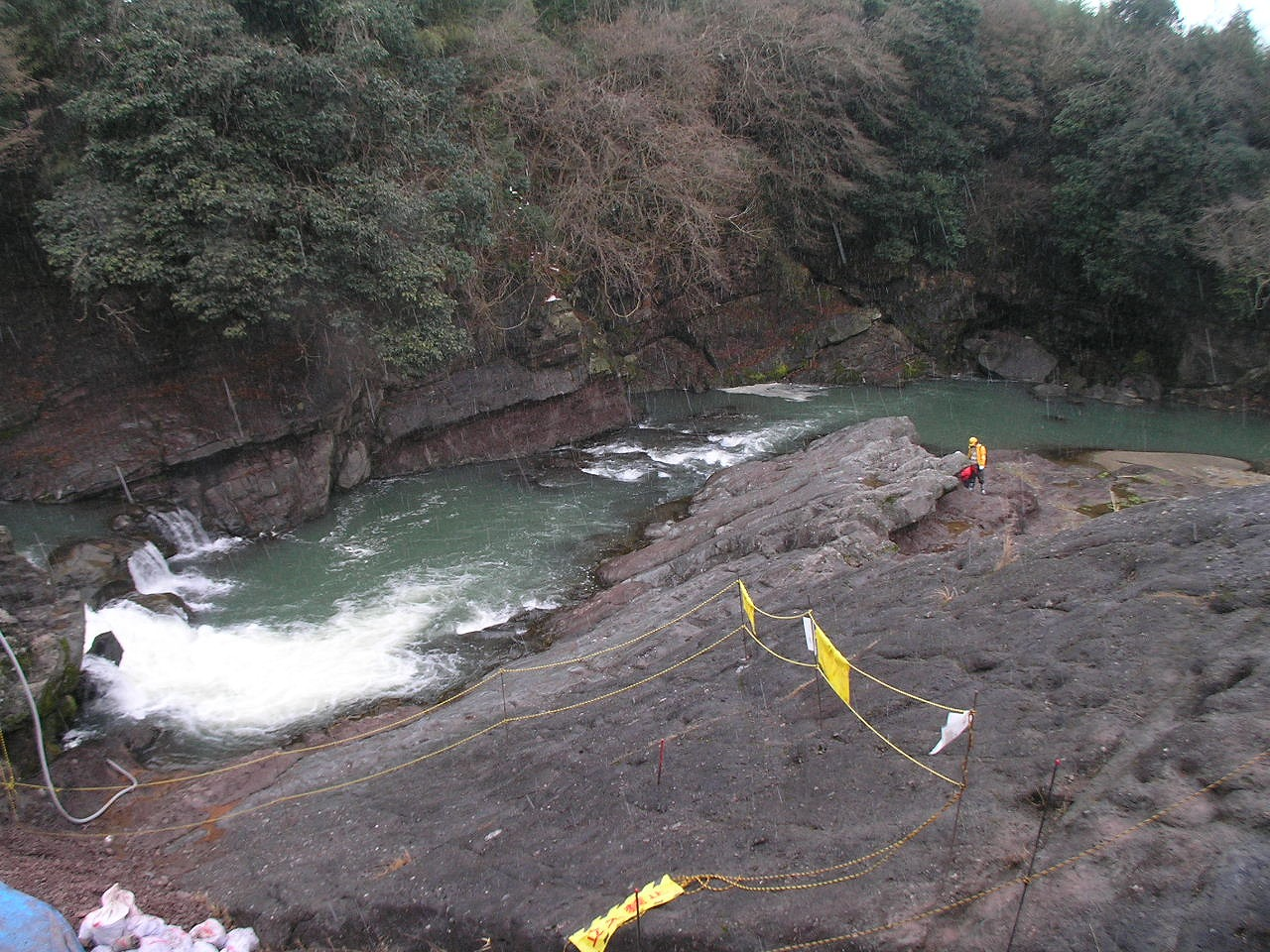
ティタノサウルス形類の化石が発見された篠山川川床

丹波竜（たんばりゅう）は、2006年（平成18年）8月7日に兵庫県丹波市山南町加古川水系篠山川河床の篠山層群において初めて発見された、ティタノサウルス形類と推測される恐竜またはその化石。2014年（平成26年）8月12日、兵庫県立人と自然の博物館は、丹波竜が新属新種と認められたと発表、学名は「タンバティタニス・アミキティアエ」となった。発見地の丹波と、ギリシア神話の巨人ティタニス、発見者2人の「友情」を意味するラテン語のアミキティアエを組み合わせたものである。

## 概要
2006年（平成18年）8月7日に丹波市在住の2人の男性によって篠山川において発見された小さな化石の一部は、その後専門家の鑑定により、中生代白亜紀に繁栄した竜脚類の一グループに属するティタノサウルス形類という恐竜である可能性が高まり、ほぼ全身に近い骨格が良好な保存状態で発掘される可能性が高く、この種の系統進化を解き明かす上で極めて貴重な資料となると考えられ、大きなニュースとして報道された。発掘作業は現在は一旦終了した。

### 篠山層群
丹波竜が発見された篠山層群は、中生代白亜紀前期、1億4,000万年前～1億2,000万年前頃に平野部に土砂が堆積することによってできた地層で、当時の日本は大陸の一部であったため恐竜が生息していたことは考えられていたが、これまで恐竜の化石の産出の事例はなかった。
丹波竜の発掘現場は、川岸・川底などにたまった小石、砂が固まってできた岩盤である礫岩、砂岩、泥岩の層と、河川の氾濫時に洪水で運ばれ堆積した泥が固化してできた泥岩層が繰り返し堆積しているが、恐竜の化石はこの泥岩層の中に埋まっていた。

#### 哺乳類化石
篠山層群では原始的な哺乳類の化石も発見されており、2007年（平成19年）から2008年（平成20年）にかけての発掘調査では、国内最古の哺乳類化石が発見されて、ササヤマミロス・カワイイ（Sasayamamylos kawaii）と名付けられた。ササヤマは篠山層群を意味し、ミロスとはギリシャ語で臼（歯）を意味する。種小名は丹波篠山市出身の霊長類学者、河合雅雄氏から取られた。
国内における前期白亜紀の哺乳類化石の発見例は、石川県白山市白峰、福井県勝山市北谷の2例あるが、世界的に見ても前期白亜紀の哺乳類化石の発見はわずか55例しかなく、篠山層群下層部の年代に相当するものとしてはさらに少なくわずか11例にとどまる。（詳細:イギリスに8例、モロッコ、モンゴル、ポルトガルにそれぞれ1例あるのみ）。このため、小型脊椎動物化石群集は希少でありさらに哺乳類の化石を含んでいことから、重要な発見であるとの見方がされている。

## 沿革

### 発見
2006年8月7日
長年にわたり、独自に生痕化石の調査を続けてきたと丹波市在住の元高校教諭の足立洌（丹波市柏原在住・篠山層群を調べる会会員）とその旧友の村上茂（後に丹波市上久下地域自治協議会会長、2014年に世界最小の恐竜の卵の化石ヒメウーリサス・ムラカミイを発見）が、山南町上滝の加古川水系篠山川、川代峡谷川床において地質調査を行っていたところ、重層的な篠山層群の赤茶けた泥岩層の表面付近に、1cmほどの灰色がかった石状の突き出した楕円形の物体を発見。2人は、タガネとハンマーを使い、2本の切片を掘り出した。当初、2人は石灰岩や生痕化石（主にサンドパイプ）を探しており、午前中は山側の沢を歩き回り、フズリナやサンゴの化石が見つかればよいと考え調査を行っていた。昼食後、旧・上久下村営水力発電所付近の川床の岩盤の礫岩や泥岩の層でサンドパイプを探すつもりで、何気なく見回していた彼らの目に前述の物質が飛び込む。さっそく、2人でハンマーを使用し、2時間がかりで約15cmの正体不明の2本の物体を摘出する。元高校教諭の男性は、これまでの知識と経験から断面に年輪が見当たらないことで木ではないと直感する。2人は動物の化石ではないかと推測したものの結論は出せず、持ち帰り図鑑や参考資料を調べるうちに「どう考えても恐竜以外に考えられない」という結論に達し、翌日以降も発掘を続ける決意をする。
2006年8月9日
発見日の翌日から2日がかりで、7時間ほどかけ交代で掘り進み、60cmほどの棒状と、ひとかたまりの化石らしき岩石を兵庫県立人と自然の博物館（愛称「ひとはく」）へ持ち込む。ひとはくの三枝春生主任研究員の鑑定の結果、恐竜の肋骨であることが判明する。

### 第一次発掘調査（2007年）

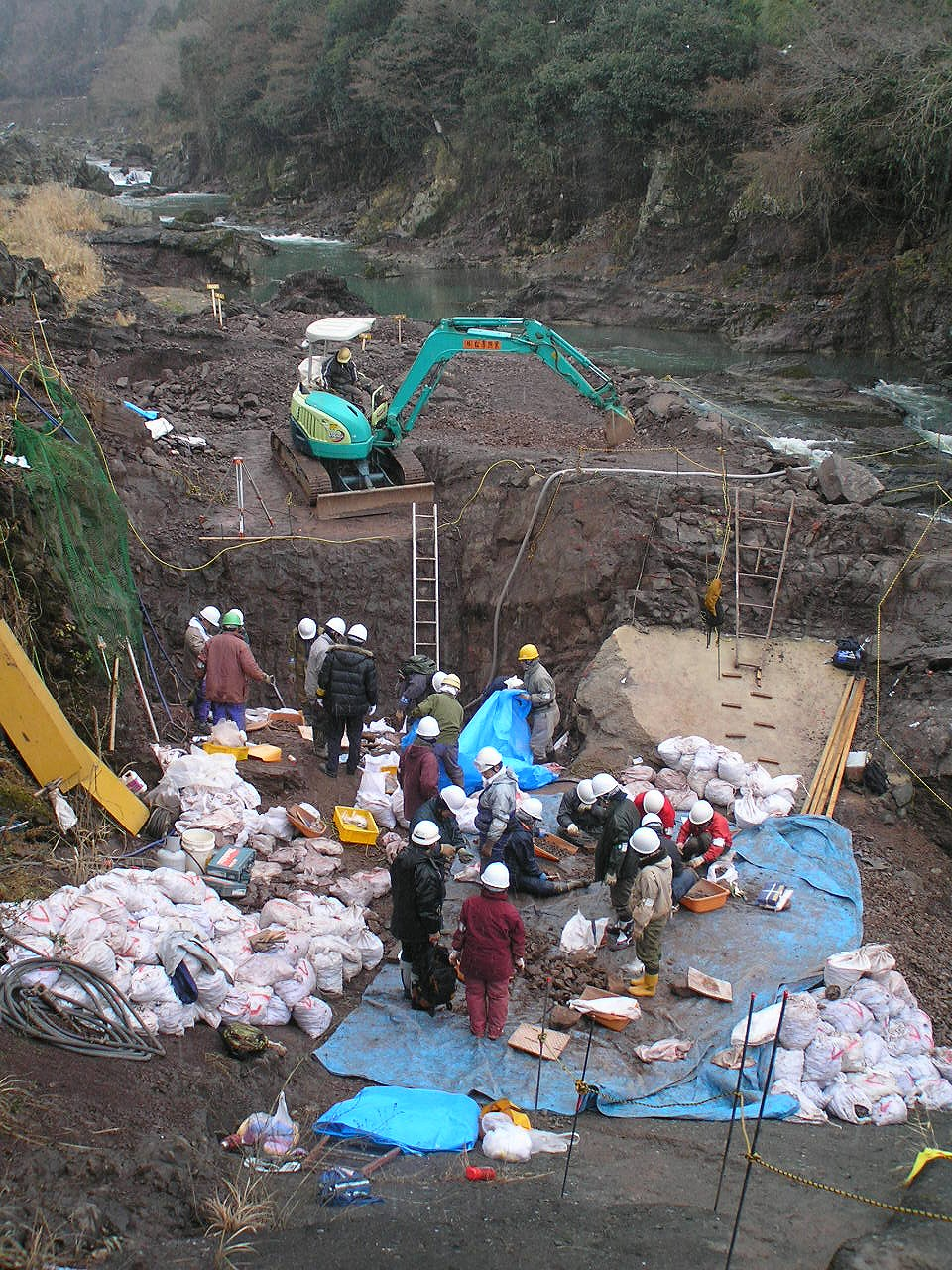
丹波竜第一次発掘調査現場、丹波市山南町篠山川河床

試掘調査
2006年9月27日 「ひとはく」の研究員数名により、十数点の化石が採集される。クリーニング調査の結果、これらの化石は竜脚類であるティタノサウルス形類である可能性が高まる。試掘では泥岩層の部分を少し掘り進んだものの、上に重なる砂岩・礫岩層が崩落するおそれがあるため、それ以上掘り進むことはできなかった。
記者会見
2007年1月3日 元日の一部の新聞にて恐竜化石の発見が報じられたのを受け、緊急記者会見が行われる。この際には、詳しい場所の発表は差し控えられた。
公式発表
2007年1月13日 草食恐竜の肋骨などの化石十数点および、肉食恐竜の歯3点が白亜紀以前の地層である篠山層群より発見されたと発表された。
砂岩、礫岩の除去
2007年1月25日 重機を川床に下ろし、含化石層上部に重なる砂岩、礫岩の除去を目的とする掘削工事が始まる。
泥炭層の発掘の開始
2007年2月15日 ボランティアに発見者である2名の男性を加え泥炭層の発掘が本格的に始まる。ハンマーとタガネによる手作業がメイン。その結果、血道弓と尾椎と思しき化石が採集される。
2007年2月21日 この日の午後に何本もの血道弓が姿を現し始め、この日を境に大型の骨が続々と見つかりだした。
尾の化石発見
2007年3月6日 尾椎とみられる化石、約数十点がまとまって発見され、このうちの何点かは、関節した状態での発見であった。さらに尾椎のより詳しい形態が判明し、尾椎や血道弓の並びなどから推測し、河川側に尾部の先端が向いており、土手に向かって体の前部が順次埋没している可能性が高まった。
含化石岩盤の搬出
2007年3月22日 含化石岩盤をブロックに分け、クレーンを使い現場より搬出。この際、プラスタージャケットという方法が用いられた。これは石膏をしみ込ませた布で岩盤の表面を幾重にも覆い保護するもので、日本の恐竜発掘では初めての試みである。この状態でクレーンで吊り上げ、衝撃を与えないようにトラックに積み、「ひとはく」へ搬送された。発掘作業はすべて終了し、取り上げられなかった化石には石膏がかけられ、その上から土砂で覆った。
2007年3月26日 二次発掘までの間、化石産出層を保護する目的で、土砂の上にコンクリートが流し込まれた。

#### 研究成果
第一次発掘調査までに採種され、クリーニングを経て明らかになったもの。
- 肋骨：1点
- 尾椎：2点
- 血道弓：3点
- 椎骨：3点

（以上はティタノサウルス形類である可能性の高い竜脚類）
- 獣脚類の歯：3点（分類上の詳細不明）

### 第二次発掘調査（2008年）

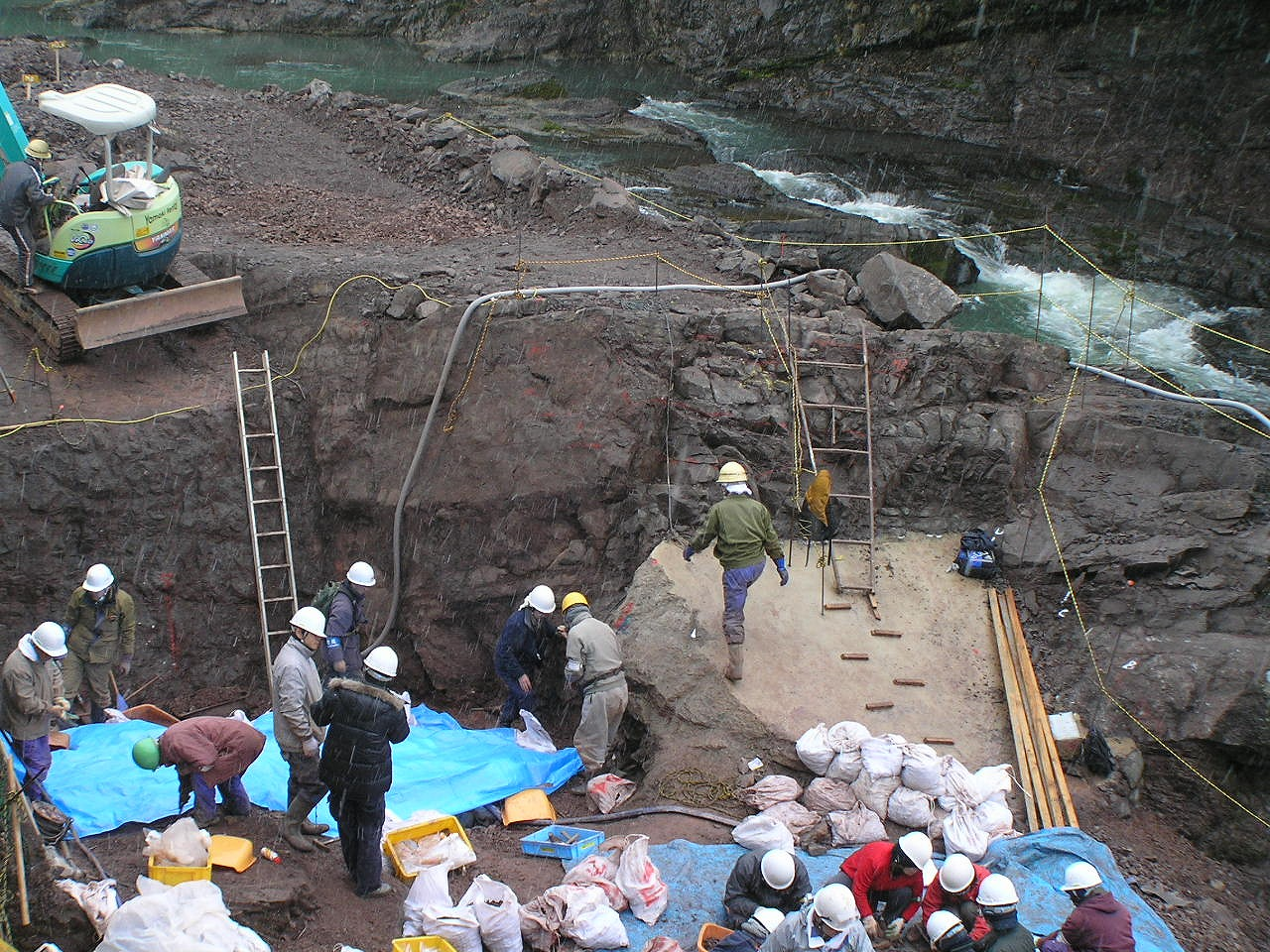
第二次発掘調査の様子

2008年1月11日より、第二次発掘調査の本調査が開始された。『ひとはく』研究員の指示により、約20名のボランティアスタッフも参加し、毎日午前9時～午後5時頃まで悪天候の日を除き行われている。
カルノサウルス類の歯の化石発見
2008年1月18日 獣脚類のカルノサウルス類とみられる歯の化石（長さ4.5cm、幅1.5cm）がボランティアスタッフにより発見される。
環椎発見
2008年2月7日 肋骨などを大量に発見
2008年2月21日 環椎（首の骨）1個（高さ約8cm、幅約6cm）が発見される。環椎は頸椎の最上部にあり、頭部を支える骨である。ボランティアスタッフにより、2月5日に発見された後、鑑定作業が進められていた。

### 第三次発掘調査（2009年）
2009年（平成21年）1月9日より、約20名のボランティアスタッフが参加して第三次発掘調査の本調査が開始された。

## 命名
第一発見者である男性2人によって、「丹波竜」という愛称が命名された。当初、二人は他の例などを参考に地元の名を冠した「上滝竜」、あるいは町名である山南町から「山南竜」なども考えたが、丹波市民のみならず、篠山市や京都の丹波地方までも含んだ多くの地域の人々にも親しんでもらえるのではないかと言う点と、語呂のよさを考慮して最終的に「丹波竜」としたという。
また、当初は個人での「丹波竜」の商標登録も考えたものの、金儲けとの誤解を招いては不本意と考え、丹波市による申請とし、発見の公式発表日の2007年1月3日まで待ち、2007年1月15日に特許庁に、「丹波竜」 の商標登録を出願した。

## 地元での反響

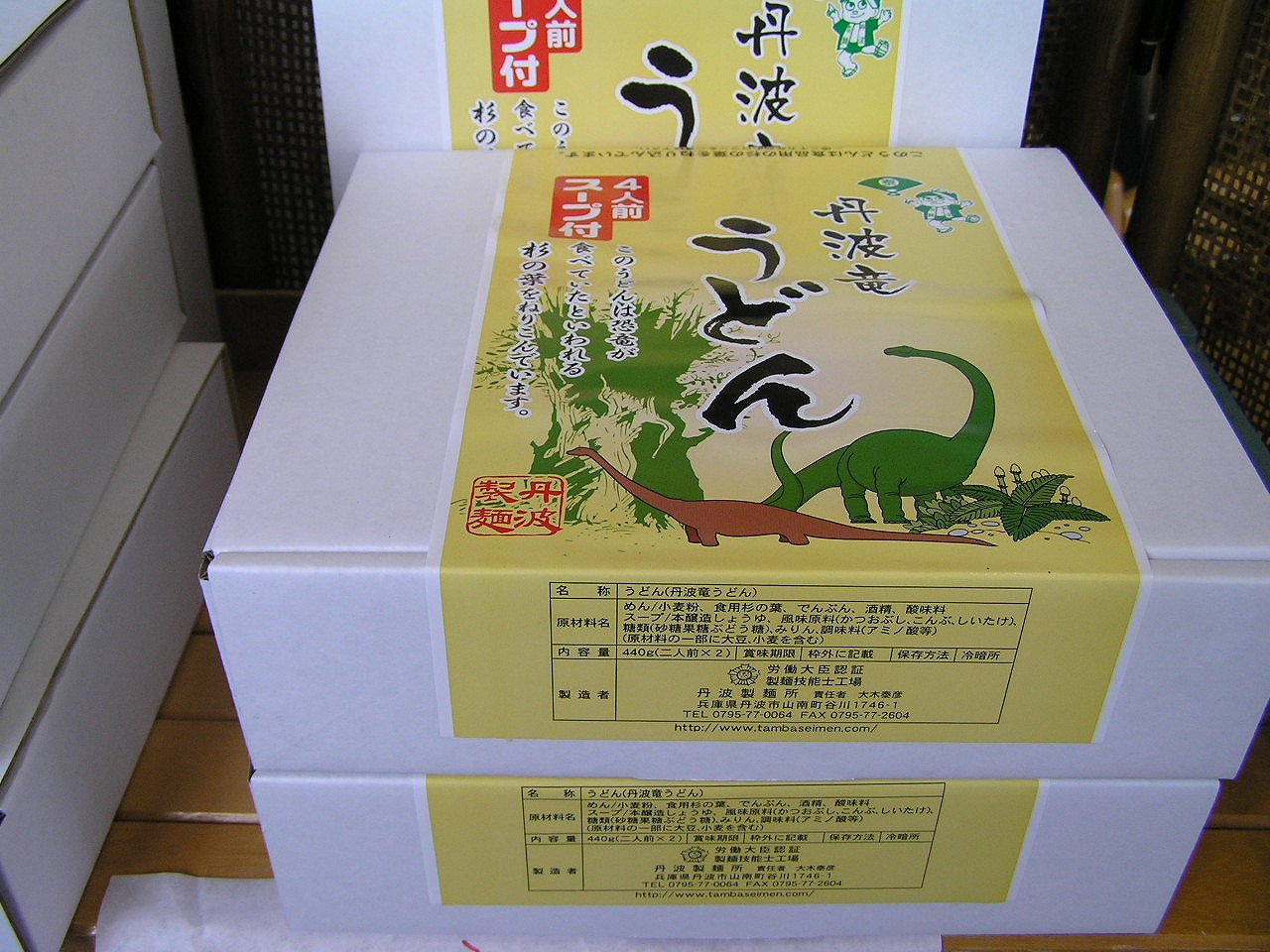
丹波竜うどん

丹波市では過疎化と高齢化が進行し、2015年（平成27年）には高齢化率が3割を超える見通しとなっていた。このような状況で恐竜発見のニュースが報じられ、丹波市では恐竜ブームが巻き起こった。「恐竜ラーメン」「恐竜うどん」「化石巻（巻きずし）」「恐竜たまごっ茶」など恐竜にちなんだ商品が続々登場し、周辺の土産物店や食堂のメニューなどに並んだ。
丹波市は恐竜の愛称である「丹波竜」の商標登録出願を済ませるとともに、「恐竜を活かしたまちづくり課」を発足させ、2007年5月1日には「恐竜化石保護条例」を施行した。「丹波竜」の商標を使用した「丹波竜ラーメン」や「丹波竜うどん」なども売り出されている。
2018年（平成30年）には近兼拓史監督によって、丹波市を舞台とする映画『恐竜の詩』が公開された。2021年（令和3年）には丹波市氷上町に映画館のヱビスシネマ。が開館し、オープニング作品として『恐竜の詩』が上映された。

## 施設

### 丹波竜化石工房 ちーたんの館

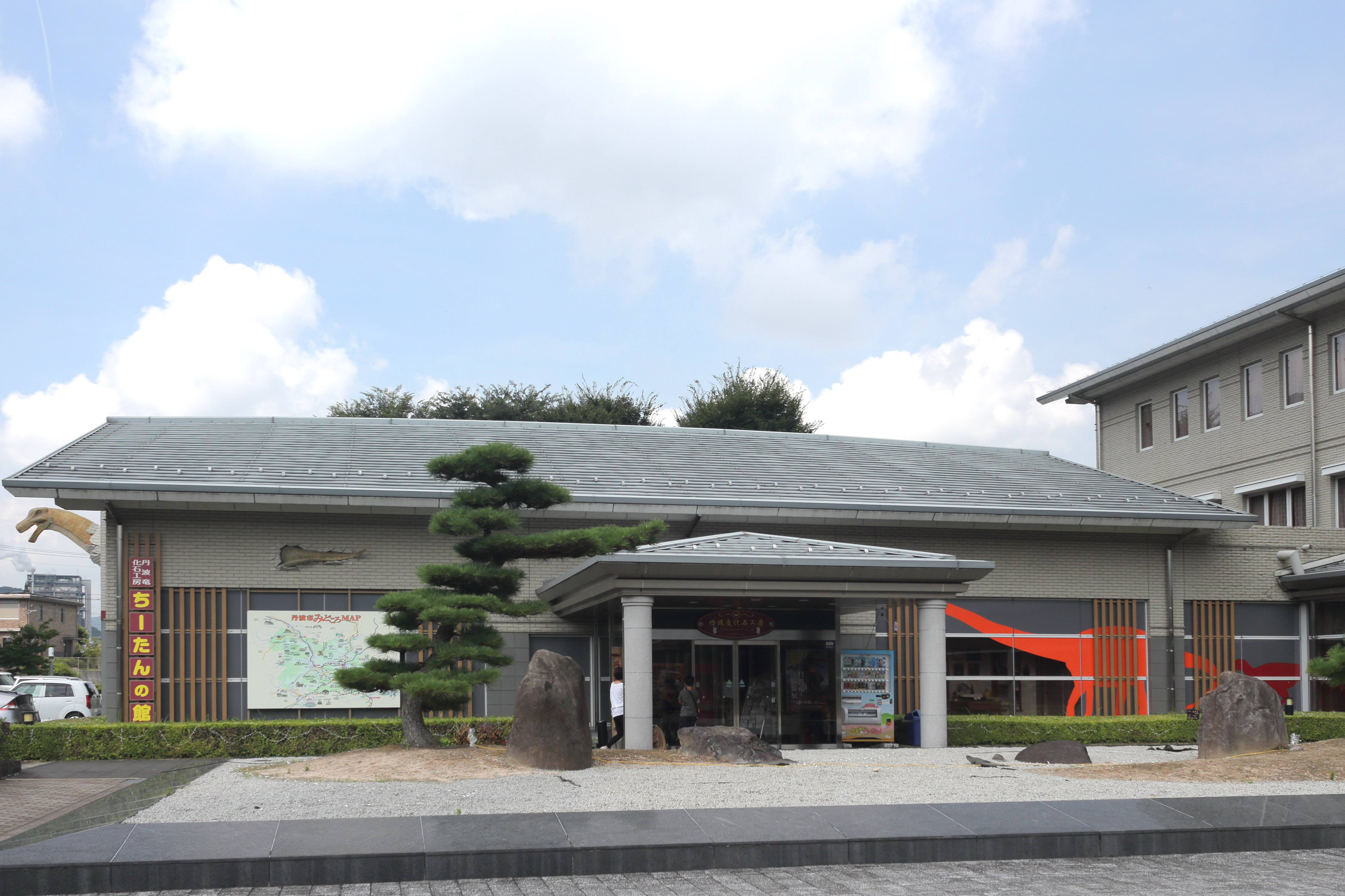
丹波竜化石工房 ちーたんの館

2007年12月1日には、山南住民センター1階に丹波竜のクリーニング作業を見学できる丹波竜化石工房が設置された。丹波竜の資料なども多数展示されている。特に、第1次発掘調査で産出された化石のレプリカや、篠山層群より産出した恐竜化石を含む泥岩、生痕化石のほか、丹波竜の解説パネルなども展示されている。
2010年（平成22年）12月4日には、山南支所横に独立した建物の丹波竜化石工房 ちーたんの館として新装オープンした。
- 開館日:水曜日～日曜日
- 年末年始は12月29日～1月3日まで休館
- 開館時間：午前10時～午後3時

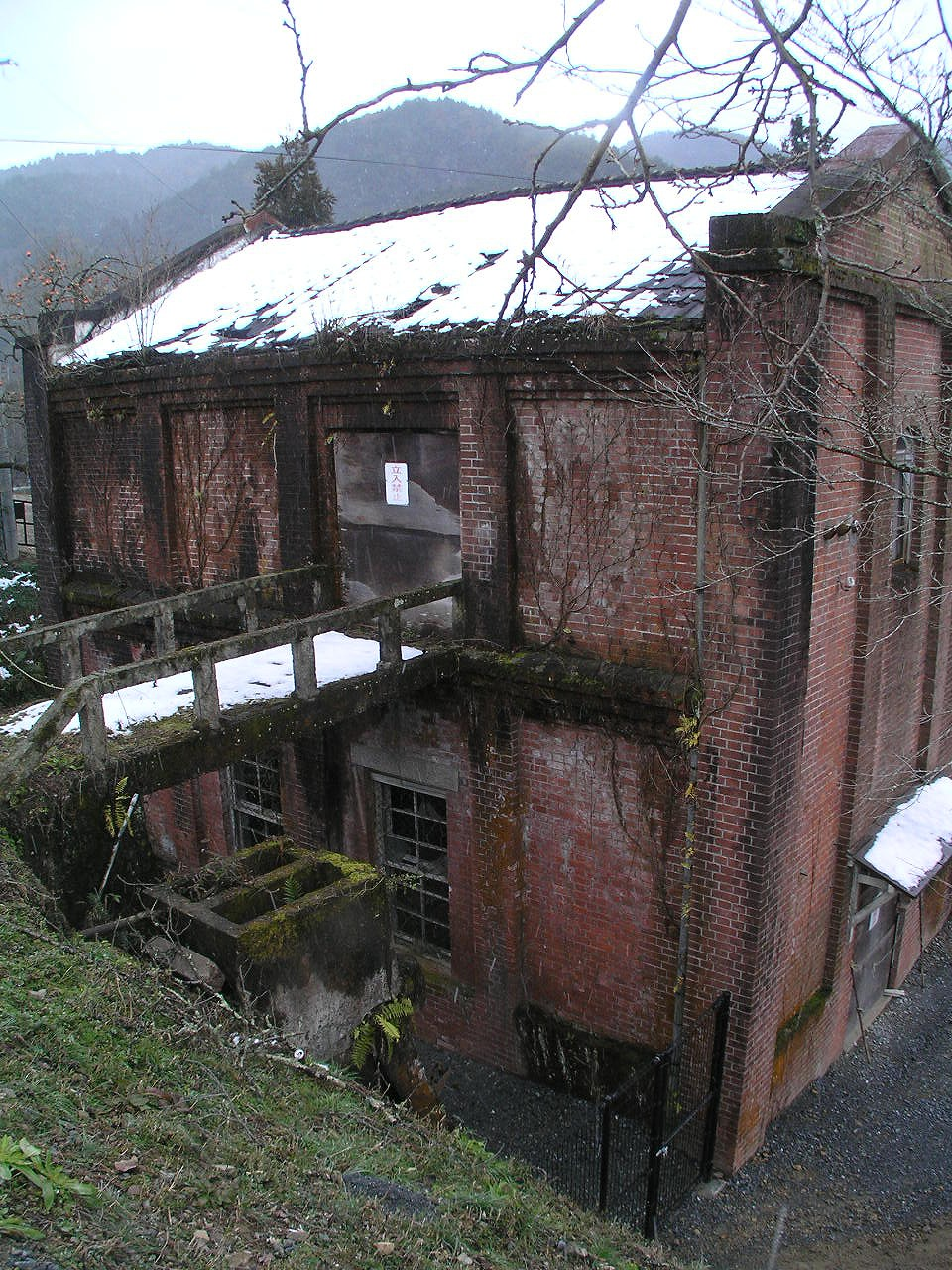
現場は旧・上久下村営水力発電所のすぐ下の川床である
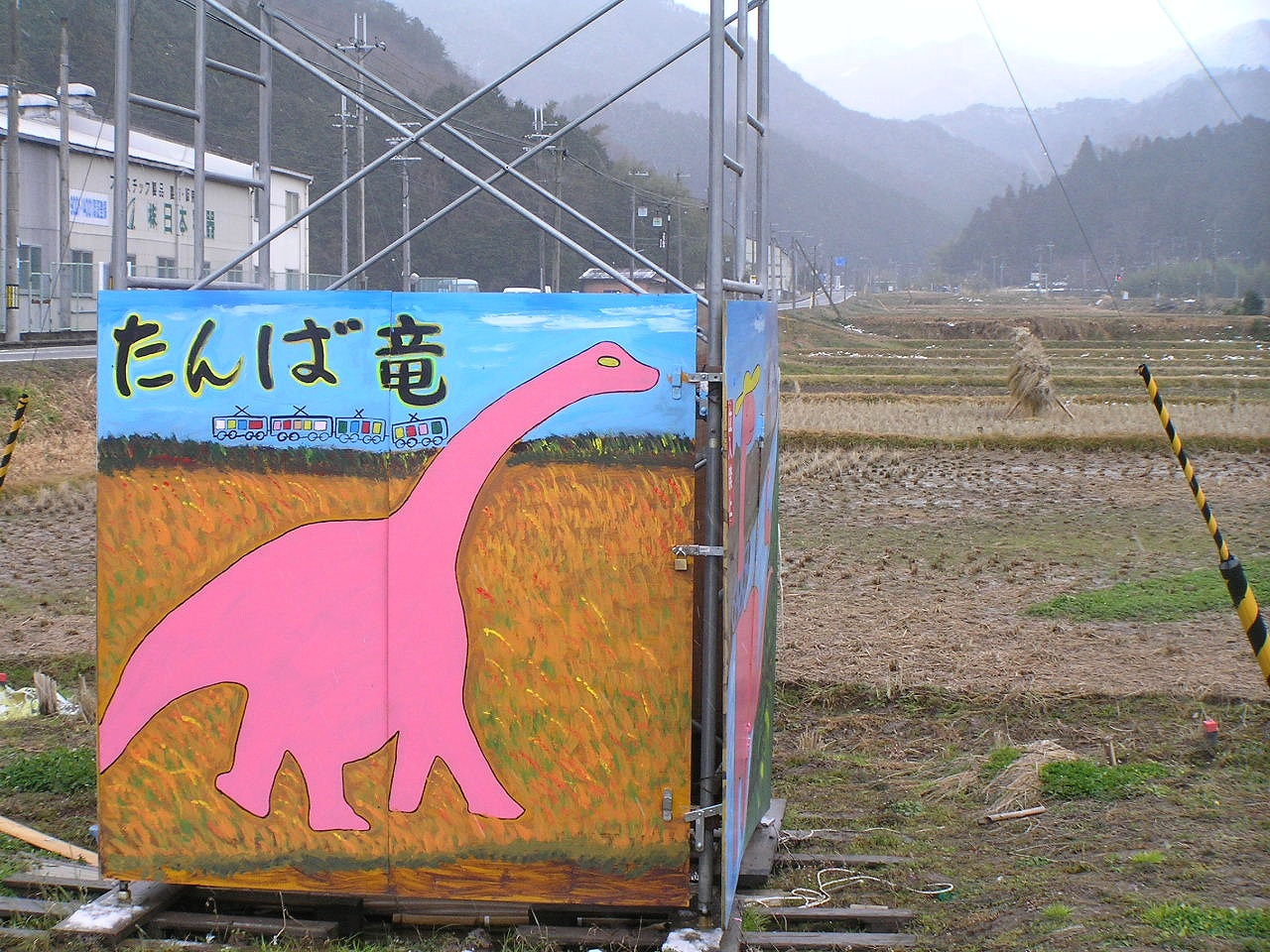
発見現場すぐそばに立つ恐竜の絵の描かれた櫓
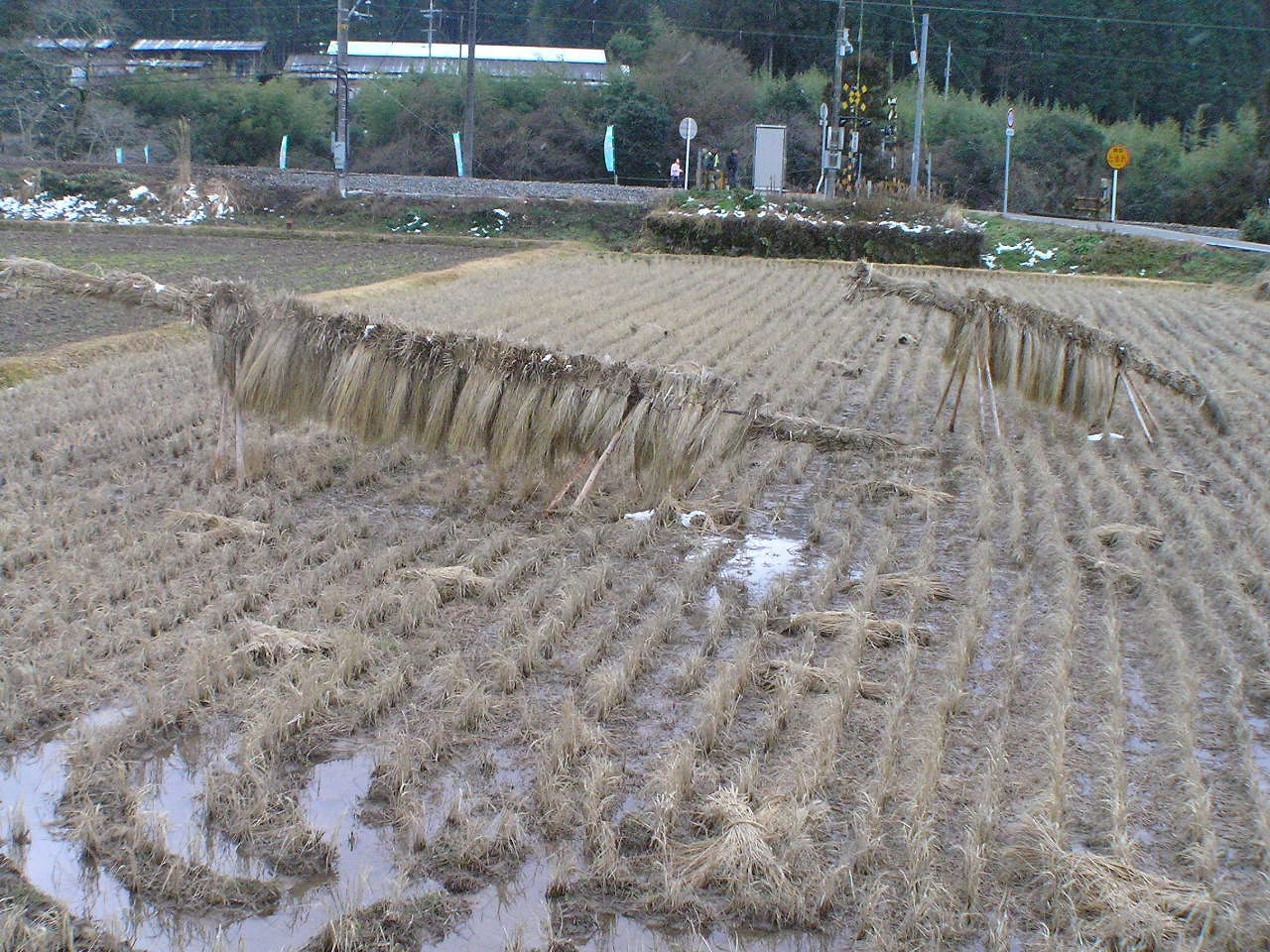
発見現場付近の田に作られた恐竜を模した藁細工
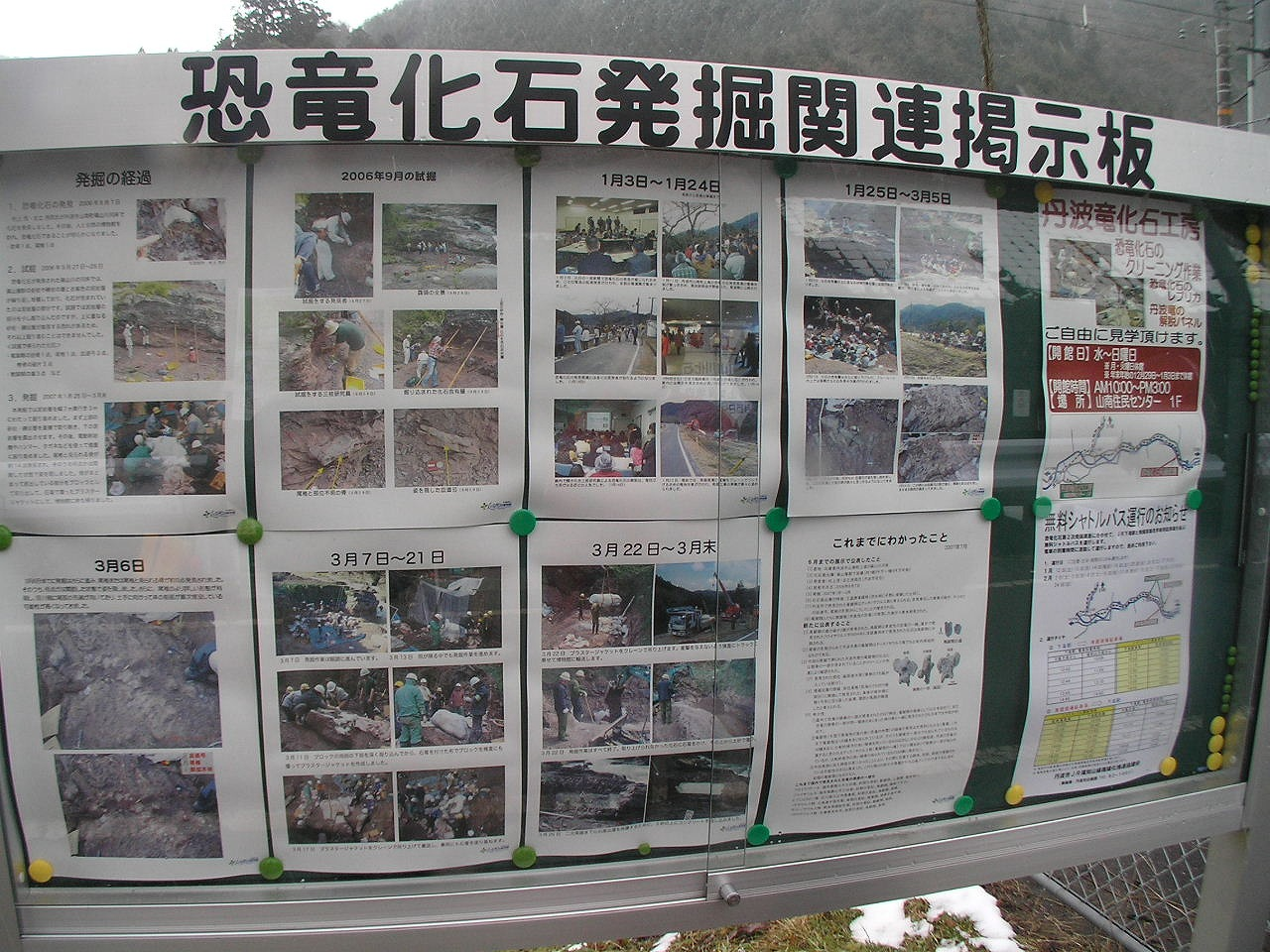
発掘現場に立つ掲示板
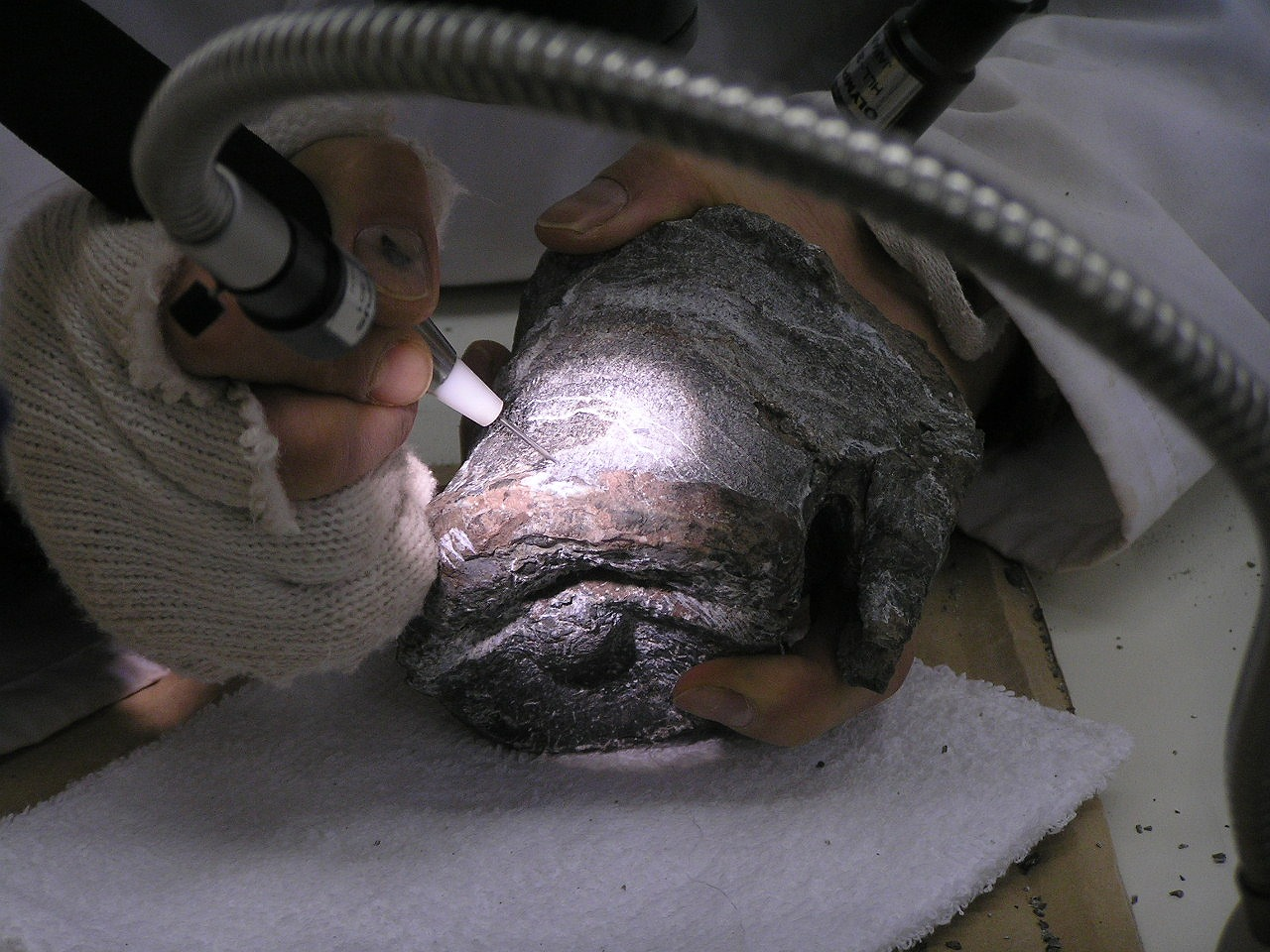
丹波竜化石工房でのクリーニング作業
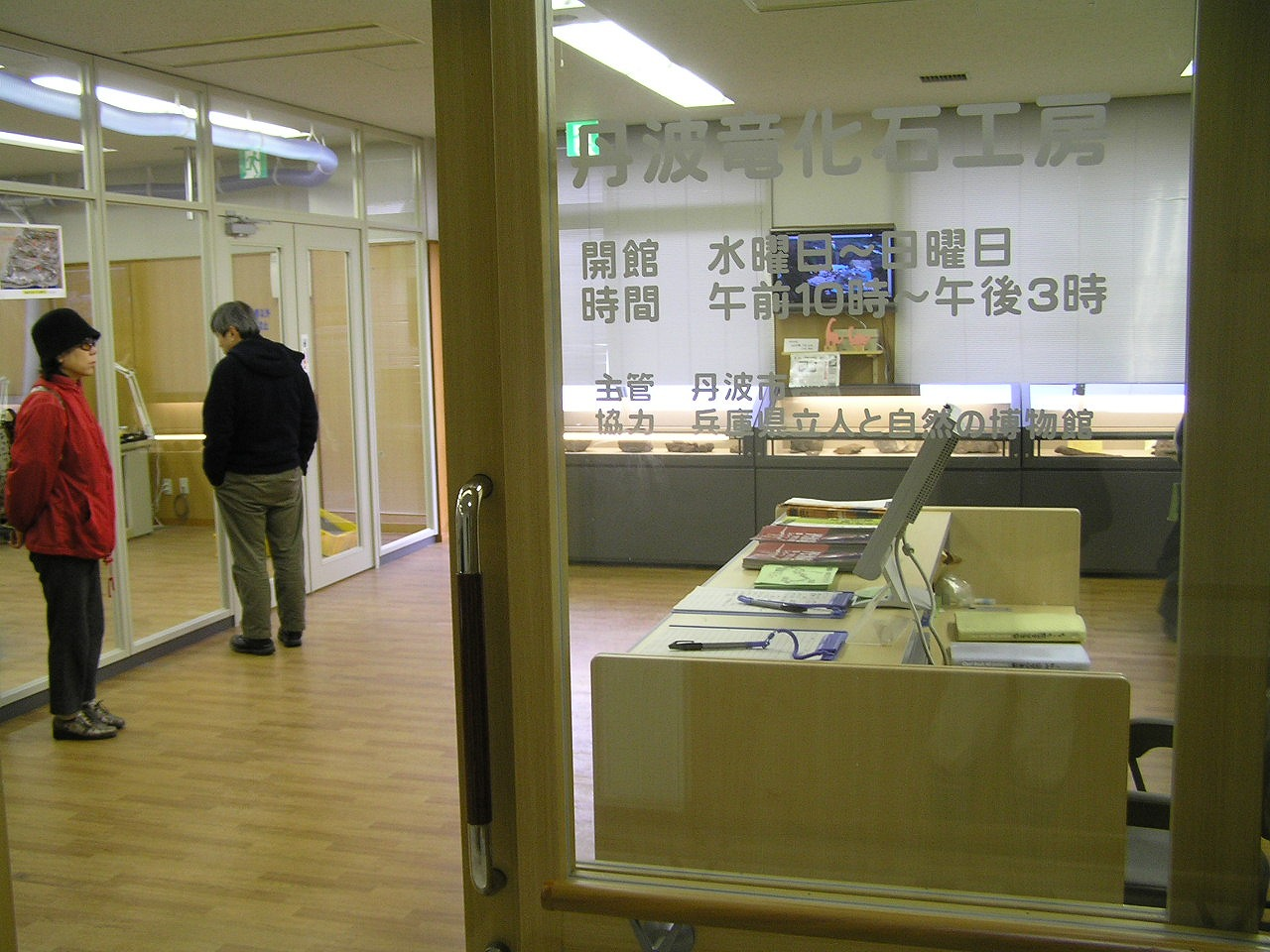
丹波竜化石工房・展示室入り口
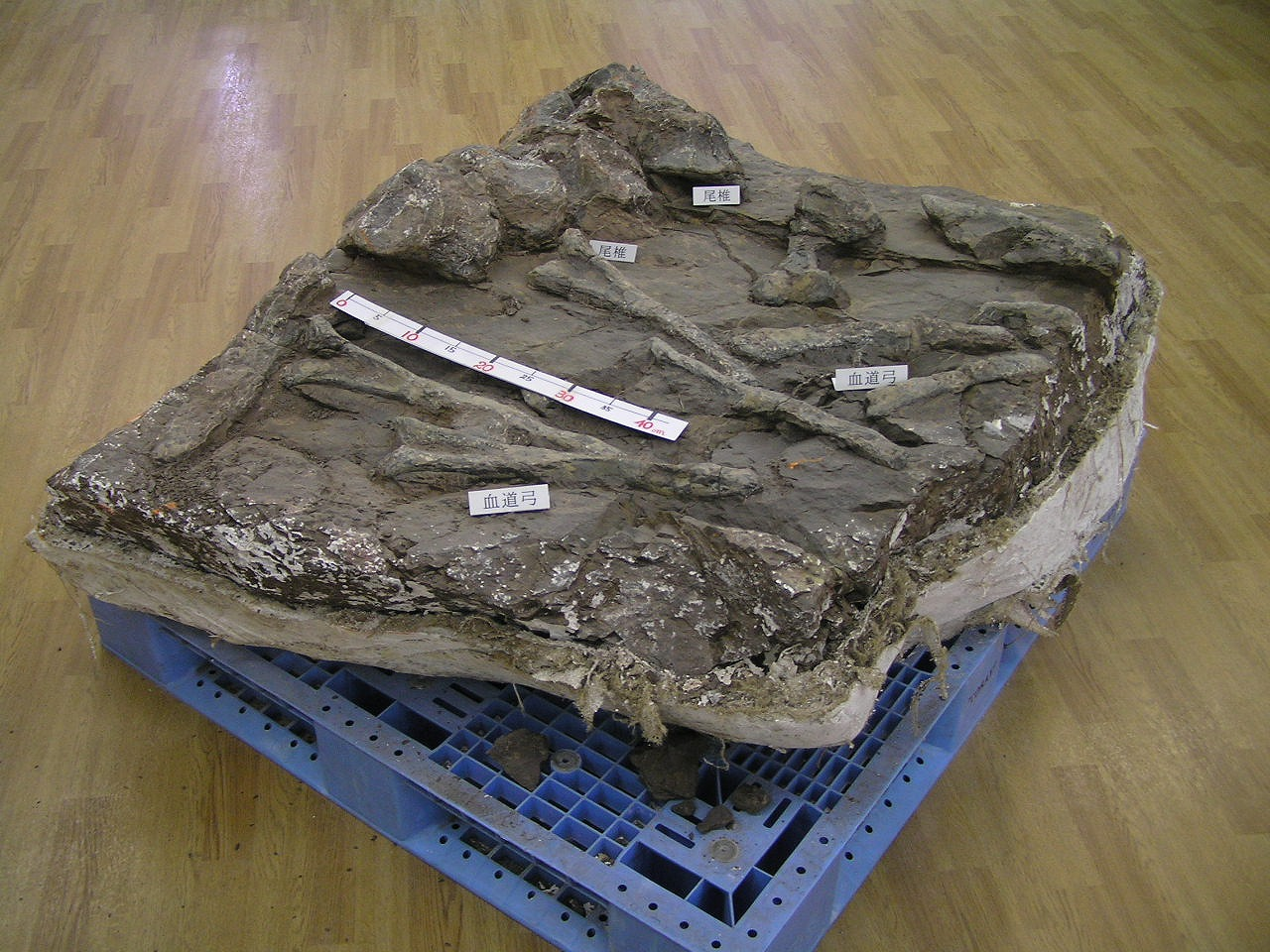
発掘された血道弓･尾椎
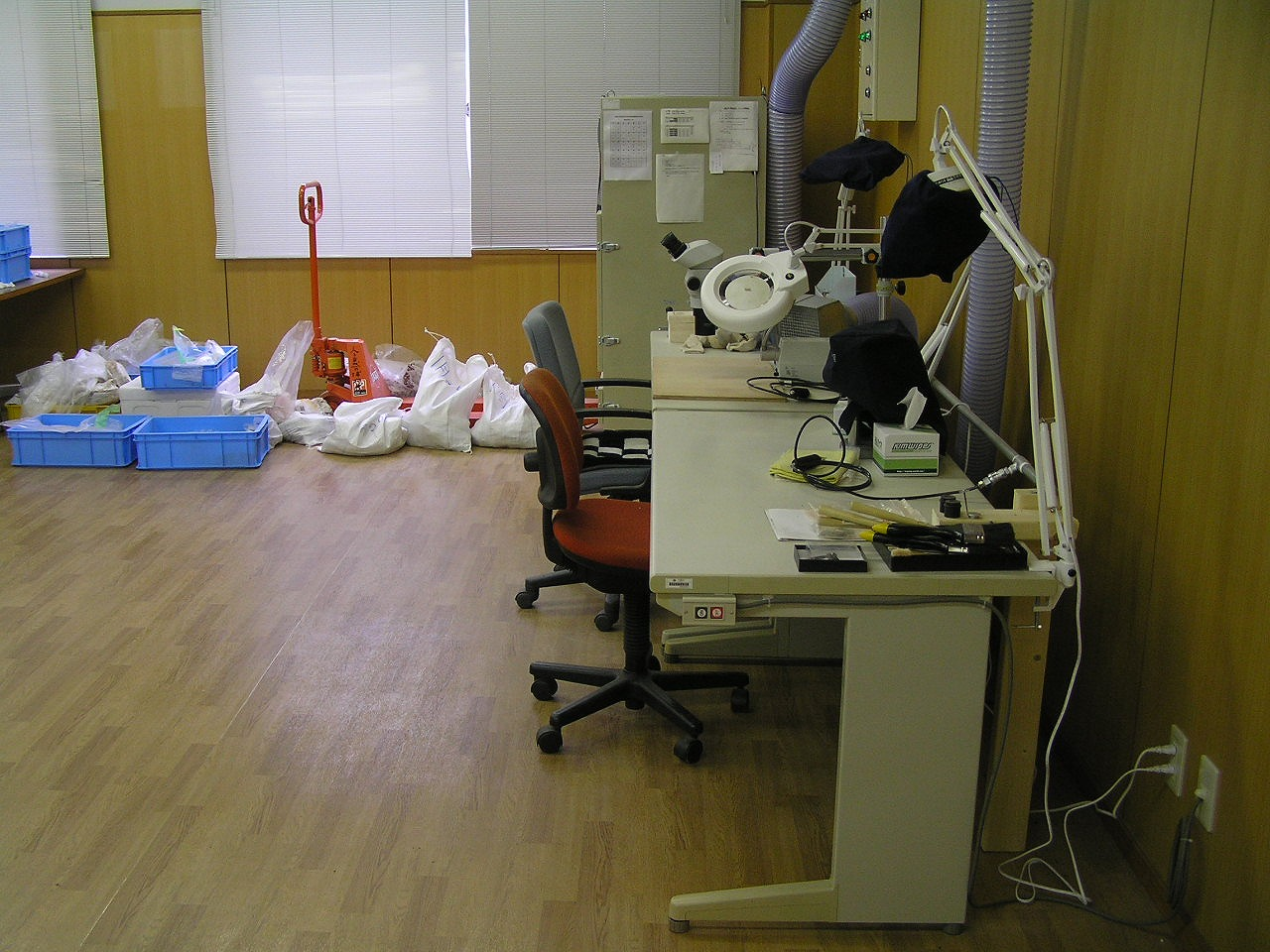
丹波竜化石工房室内

### 兵庫県立人と自然の博物館
2008年4月20日、三田市の兵庫県立人と自然の博物館にひとはく恐竜ラボがオープンした。ここでは一次・ニ次発掘調査において採取された岩盤から化石を取り出す作業のほか、約4000点をの恐竜化石のクリーニング作業を間近で観察することが出来る。さらに腸骨（腰の骨）から尾の前部までが連結した化石も見ることができる。毎週日曜日の午後には研究員の解説が行われる。